# غليزا 581b

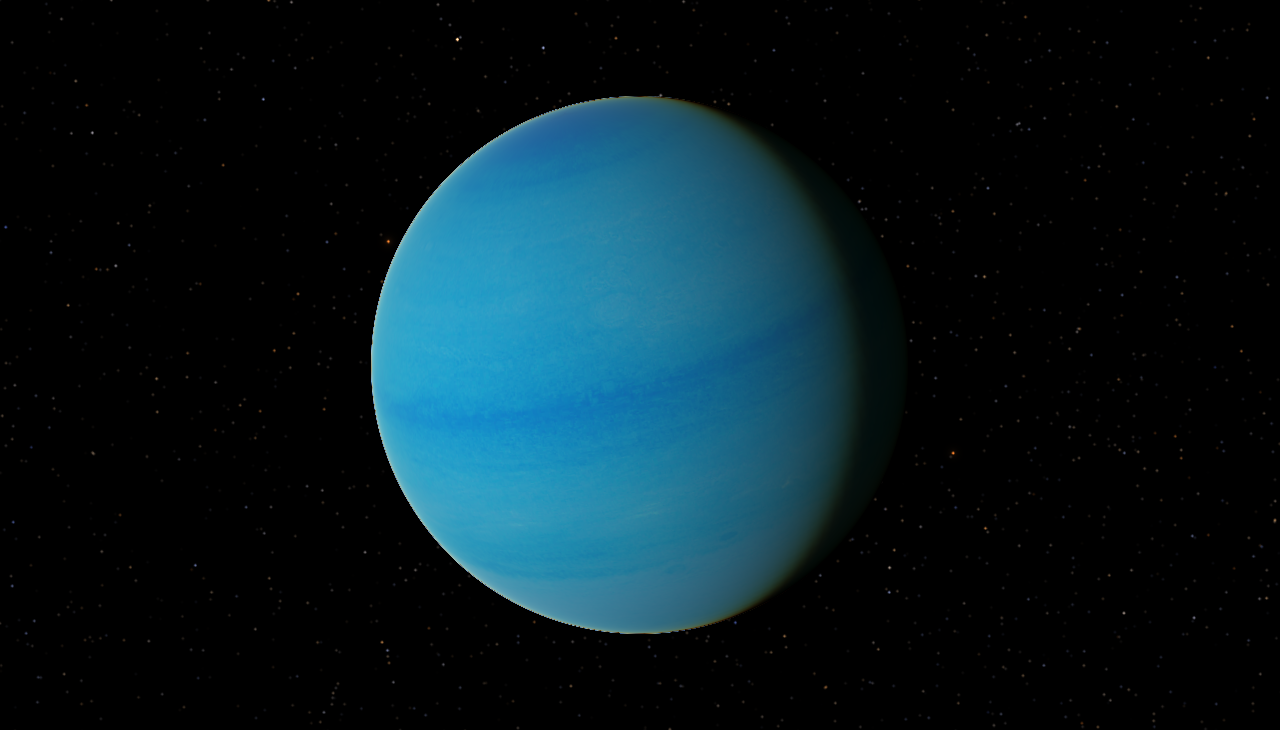
رسم تخيلي لكوكب "غلييز 581 ب".

غلييز 581 بي (بالإنجليزية: Gliese 581 b، تلفظ /ˈɡli:zəˈ/)‏ أو Gl 581 b هو كوكب خارج المجموعة الشمسية يقع مداره على نجم غلييزا 581.
تم اكتشاف هذا الكوكب بفضل فريقين فلكيين من فرنسا وسويسرا، وتم الإعلان عن اكتشافهم في 30 نوفمير، 2005.